# Psiathovalva spinacea
Psiathovalva spinacea är en fjärilsart som beskrevs av Józef Razowski 1994. Psiathovalva spinacea ingår i släktet Psiathovalva och familjen vecklare. Inga underarter finns listade i Catalogue of Life.